# Carex lupuliformis
Espèce
Classification phylogénétique
Carex faux-lupulina (Carex lupuliformis) est une espèce de plantes de la famille des Cyperaceae.